# Vosy
Vosy (Vespoidea) jsou nadčeleď blanokřídlého hmyzu. Společnou charakteristikou je, že jsou to suchozemští, draví a často jedovatí živočichové. Jsou všežravci, živí se jiným hmyzem a dalšími členovci, ale i dřevem, nektarem, ovocnými plody i houbami. Někteří zástupci, např. čeledi mravencovití a sršňovití, tvoří trvalá nebo dočasná společenstva čítající až několik stovek tisíc jedinců. Mnozí z nich, např. čeledi sršňovití, hrabalkovití, žahalkovití, mívají žihadlo, orgán sloužící ke vstřikování jedu do oběti.

## Evoluce
První zástupci této hmyzí skupiny se objevují nejpozději na počátku pozdní křídy, asi před 100 miliony let. To dokazují zejména nálezy v barmském jantaru, staré zhruba 99 milionů let (věk cenoman).

## Systém
Taxonomický systém je dost komplikovaný. Nadčeleď vosy se dělí do čeledí, podčeledí, ty se dále často dělí na triby a pak teprve rody a druhy.

řád: blanokřídlí (Hymenoptera)

nadčeleď: vosy (Vespoidea)
čeledi
- Bradynobaenidae
- mravencovití (Formicidae)
- kodulkovití (Mutillidae)
- hrabalkovití (Pompilidae)
- drvenkovití (Sapygidae)
- žahalkovití (Scoliidae)
- trněnkovití (Tiphiidae)
- sršňovití či vosovití (Vespidae)

## Galerie

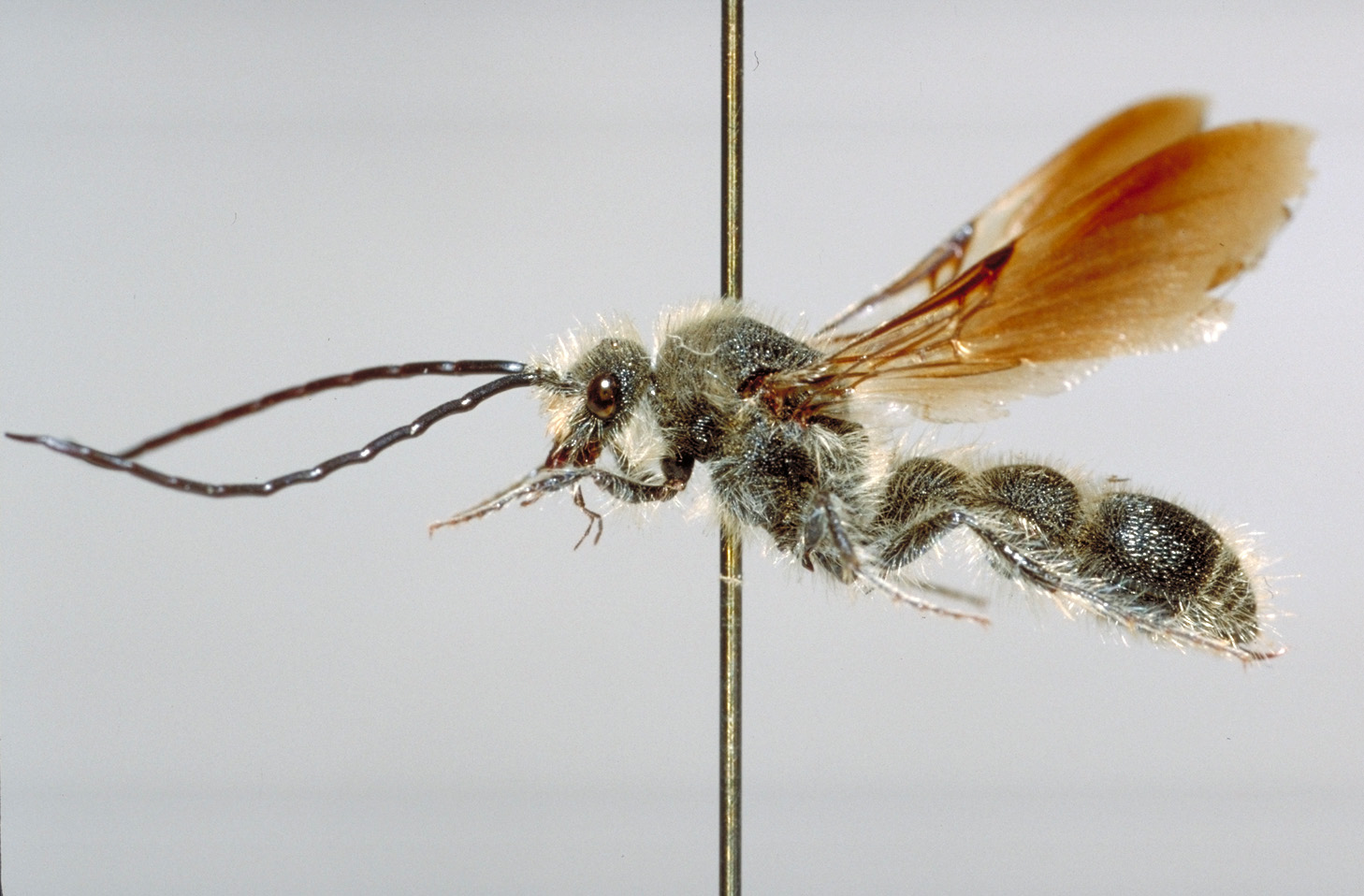
Bradynobaenus
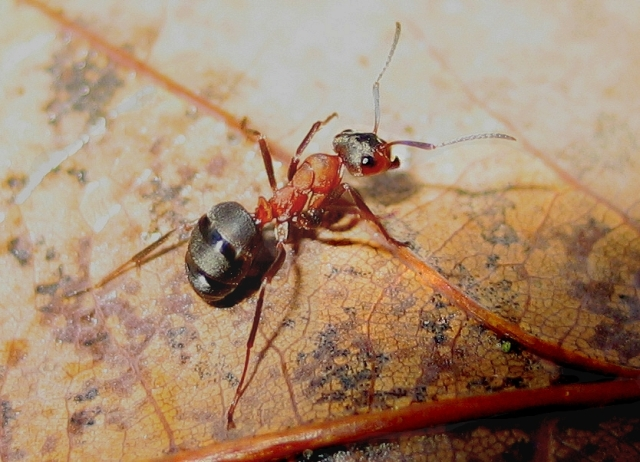
mravenec lesní Formica rufa
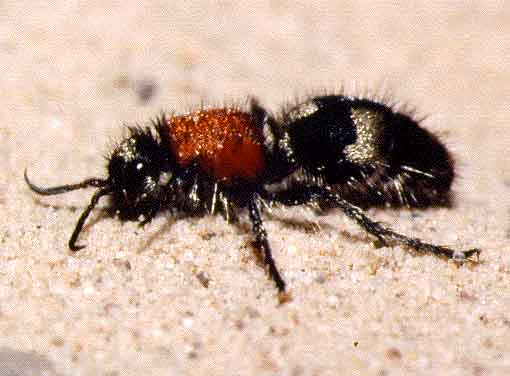
zástupce kodulkovitých Dasylabris maura
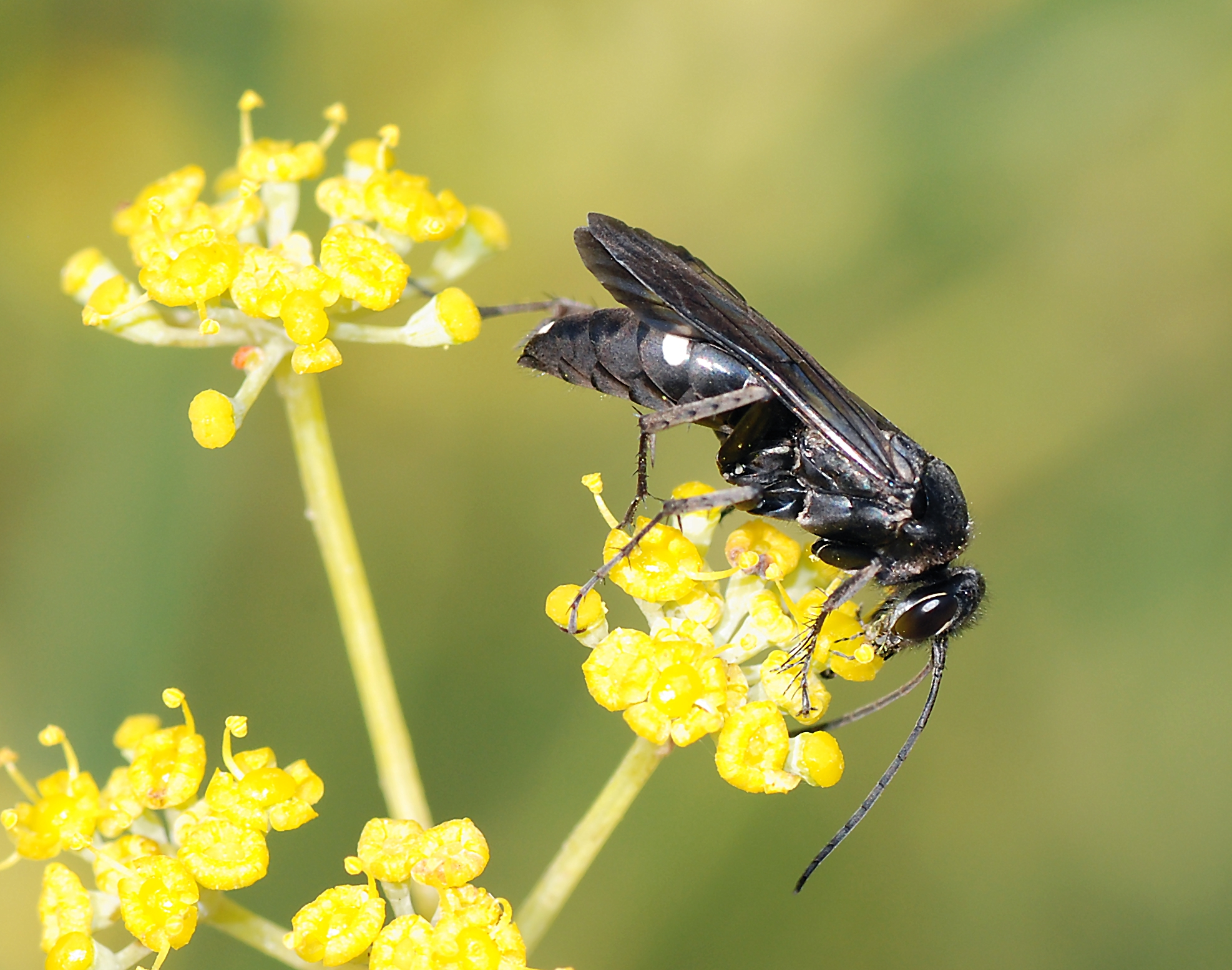
hrabalka černá Auplopus carbonarius
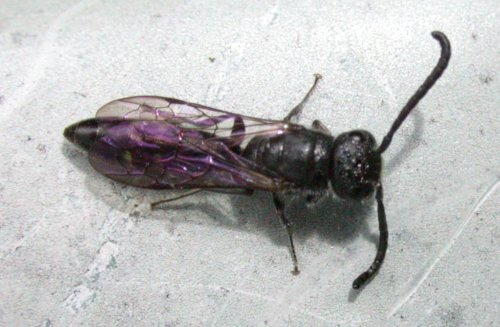
Sapyga quinquepunctata
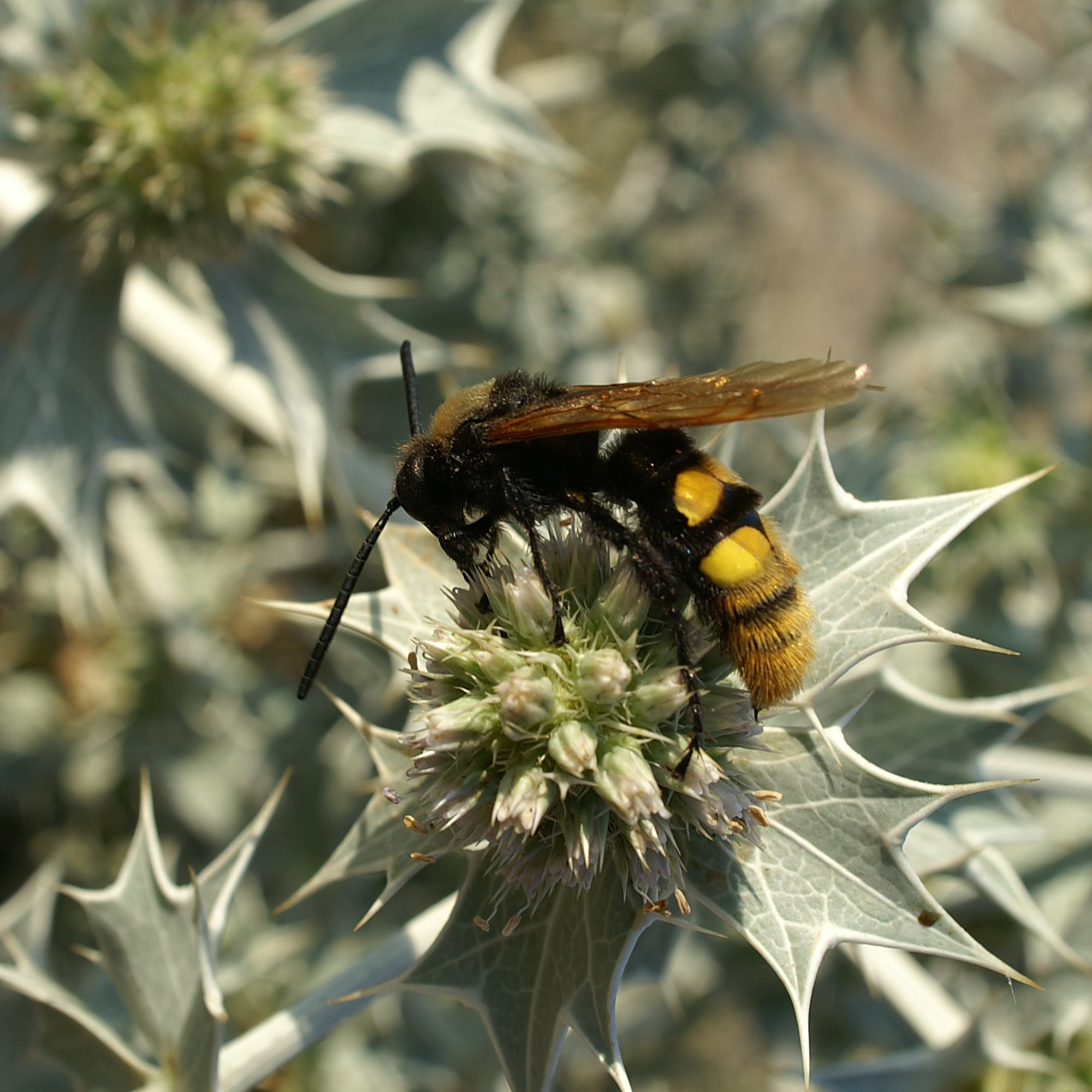
Megascolia maculata
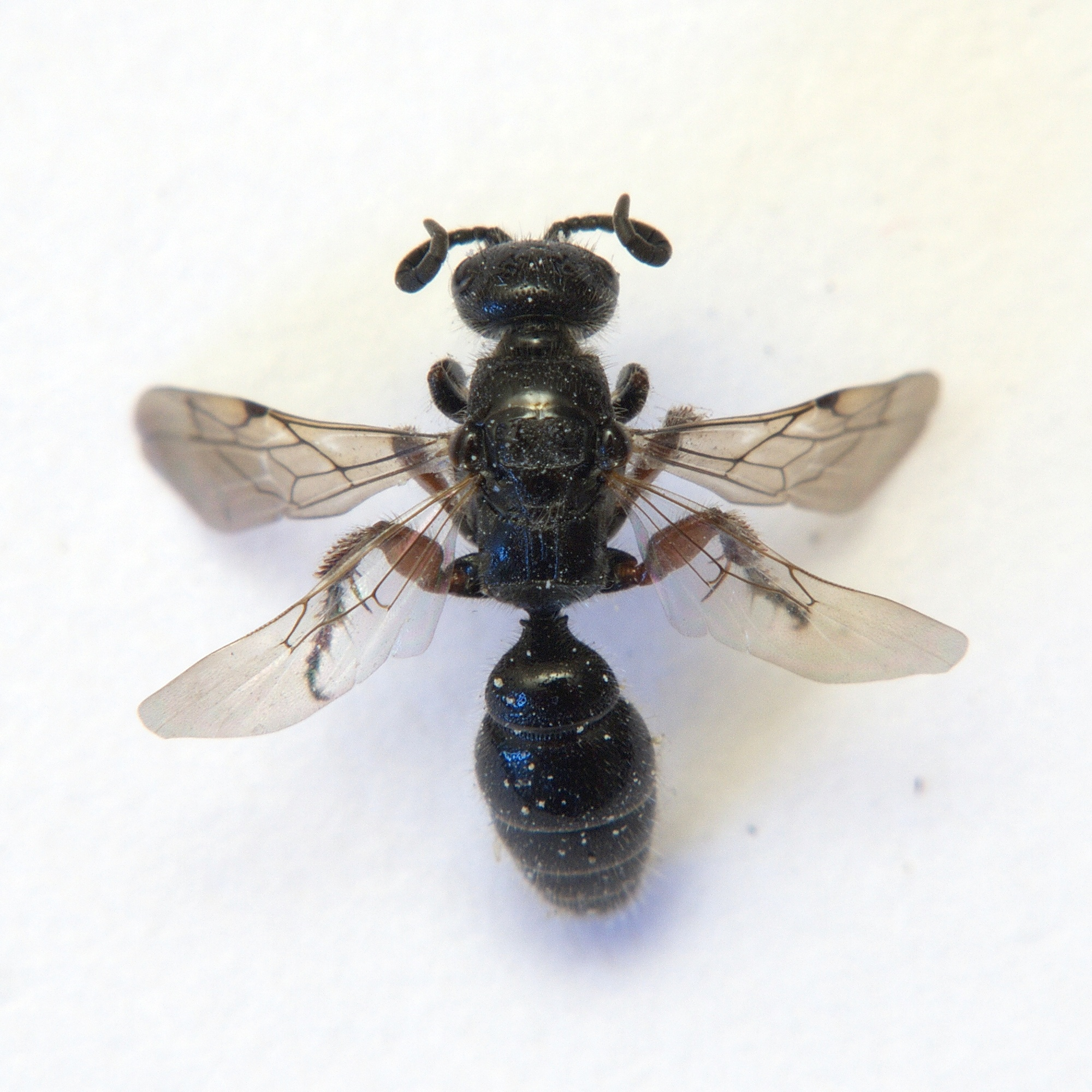
trněnka červenonohá Tiphia femorata
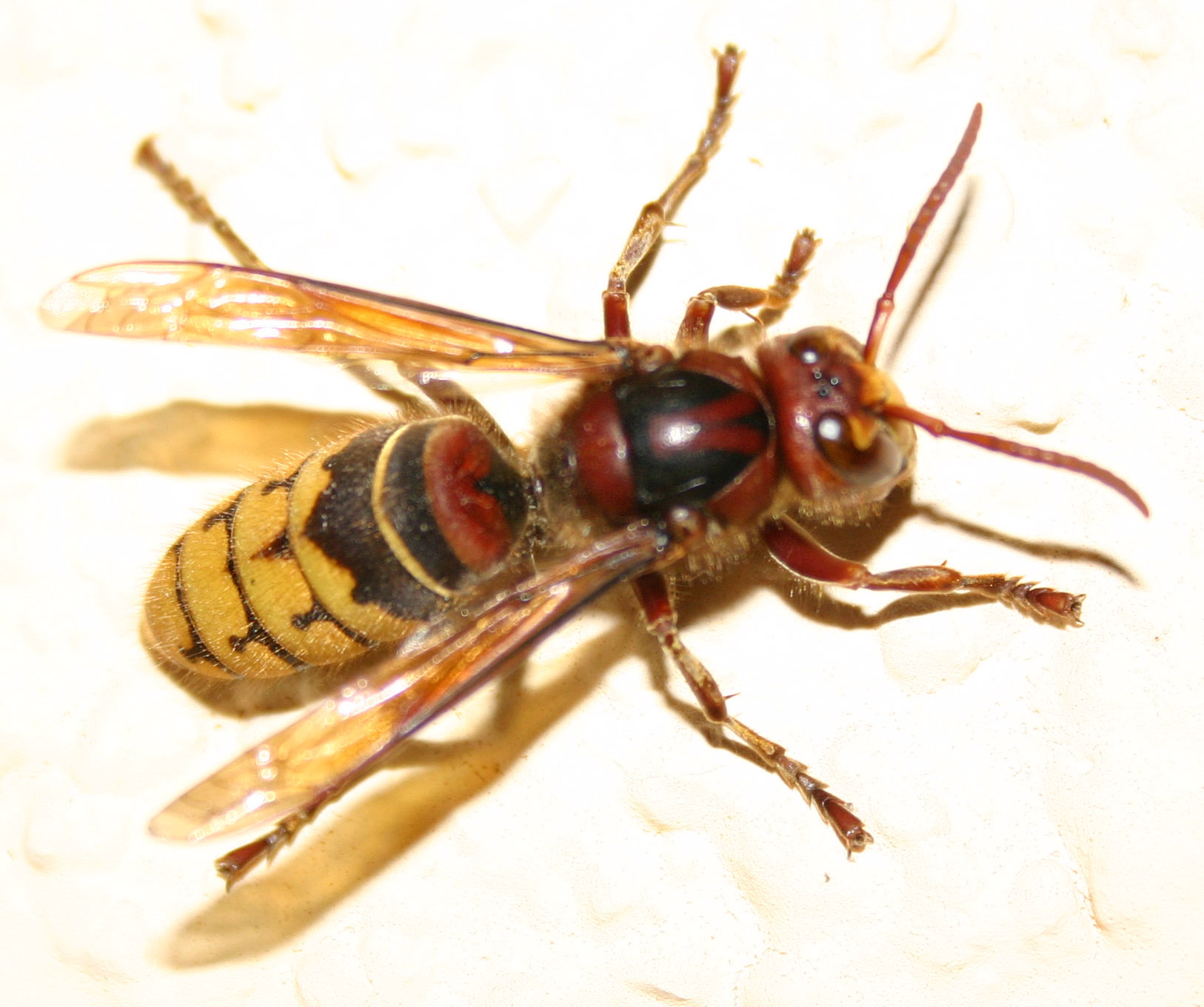
sršeň obecná Vespa crabro
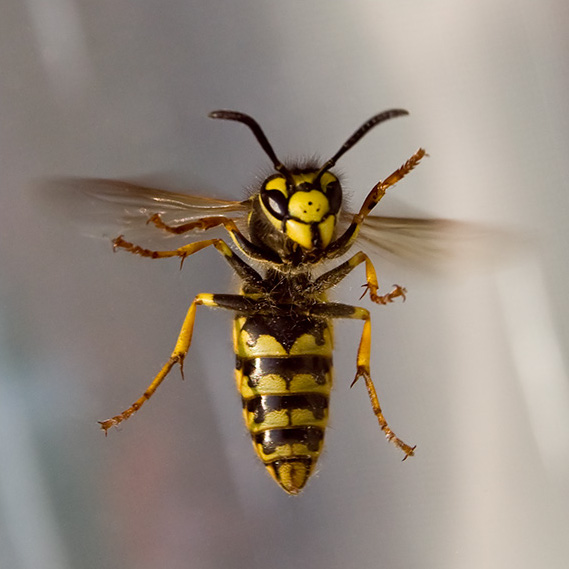
vosa útočná Vespula germanica